# Meindert Pool
Meindert Klaas Pool (Amsterdam, 23 september 1918 – Leusden, 1 april 1997) was een Nederlands politicus van de ARP en later het CDA.
Hoewel geboren in Amsterdam groeide hij op in de provincie Groningen omdat zijn vader, die hoofd van een ulo was, met het gezin verhuisde naar Marum. Zijn beide ouders waren van Friese origine. Na de Rijks-hbs in Drachten ging hij werken bij de gemeentesecretarie van Opsterland en daarna werd hij ambtenaar bij de gemeente De Bilt. In 1941 gaf hij zijn functie daar op, omdat hij niet gedwongen wilde worden om Joden te registreren en maakte hij de overstap naar het bedrijfsleven. Hij werd assistent-redacteur bij Samsom N.V. in Alphen aan den Rijn en na de oorlog was hij chef-redacteur bij het Friesch Dagblad. Vanaf 1946 werkte hij als parlementair redacteur; eerst bij enkele provinciale christelijke dagbladen en vanaf 1947 voor het Rotterdammer Kwartet (samenwerkingsverband van De Rotterdammer, Dordts Dagblad, Nieuwe Haagse Courant & Nieuwe Leidse Courant). In augustus 1955 werd Pool benoemd tot burgemeester van Stedum en in mei 1967 volgde zijn benoeming tot burgemeester van Westdongeradeel. Midden 1977 werd hij burgemeester van Linschoten en waarnemend burgemeester van Snelrewaard. Zijn voorganger, L.W.H. de Geus, was nog burgemeester van beide gemeenten geweest maar omdat Linschoten meer dan 5000 inwoners had kon dat niet meer. Bij een grenscorrectie in 1979 kwam een deel van de Linschotense bevolking te vallen onder Montfoort waarop Pool alsnog benoemd werd tot burgemeester van Snelrewaard. Begin 1983 ging hij vervroegd met pensioen en in april 1997 overleed hij op 78-jarige leeftijd.